# Camilo Domingos
Pour les articles homonymes, voir Domingos (homonymie).
Camilo Domingos, né en 1965 et mort en 2005 d'une maladie incurable[réf. nécessaire], est un chanteur santoméen. Camilo Domingos était connu pour ses chansons très modernes[réf. nécessaire].
Il avait 3 enfants et était marié avec une femme d'origine guinéenne.[réf. nécessaire]

## Albums
- Man Le Le (1993)
- Nada A Ver (1994)
- Dinheiro (1995)